# Serge Deslières
Pour les articles homonymes, voir Deslières.
Serge Deslières, né le 14 avril 1947 à Montréal et mort le 4 mars 2020 en Floride, est un homme politique canadien québécois. 

## Biographie
Serge Deslières a été député à l'Assemblée nationale du Québec, représentant la circonscription de Salaberry-Soulanges de 1994 à 2003, et la circonscription de Beauharnois de 2003 à 2008. Il ne s'est pas représenté aux élections de 2008. Il était membre du Parti québécois.